# Кленовый (Ростовская область)
Кленовый — посёлок в Зерноградском районе Ростовской области России.
Входит в состав Зерноградского городского поселения.

## География
Расположен на расстоянии в 1,6 километров от восточной окраины города Зерноград. С городом соединён асфальтированной автомобильной дорогой.

### Улицы
| - ул. Кошевого - ул. Куйбышева - ул. Макаренко - ул. Подбельского - ул. Сидоренко - ул. Степная - ул. Цветочная | - пер. Зеленый - пер. Новый |

## Население
| 2010 |
| ---- |
| 543  |